# 南小国町立りんどうヶ丘小学校
南小国町立りんどうヶ丘小学校（みなみおぐにちょうりつ りんどうがおかしょうがっこう）は、熊本県阿蘇郡南小国町満願寺にある公立の小学校。

## 概要
歴史
2004年（平成16年）に下記の南小国町内の公立小学校3校を統合の上、創立。2024年（令和6年）に創立20周年を迎えた。
- 南小国町立星和小学校
- 南小国町立黒川小学校
- 南小国町立満願寺小学校

校章
校名にちなみ、リンドウの花弁を背景にして、中央に「小」の文字を配している。
校歌
作詞・作曲ともに渡邉光子による。歌詞は3番まであり、各番の歌詞中に校名の「りんどうヶ丘」が登場する。
通学区域
南小国町大字満願寺の区域のうち、南小国町立市原小学校の通学区域以外。中学校区は南小国町立南小国中学校。

## 沿革
- 2004年（平成16年）
  - 4月1日 - 町立小学校3校（星和・黒川・満願寺）を統合の上、「南小国町立りんどうヶ丘小学校」（現校名）が開校。児童数93名。開校式を挙行。校地・校舎は旧・南小国町立黒川小学校のものを継承。
  - 4月6日 - スクールバスの運行を開始（星和・黒川・満願寺の3系統）。
  - 4月8日 - 第1回入学式を挙行。
- 2005年（平成17年）1月 - 旧・星和小学校運動場にスケートリンクを制作。
- 2006年（平成18年）4月 - 2学期制を開始。
- 2009年（平成21年）12月 - 運動場を整備。
- 2023年（令和5年）9月24日 - 創立20周年記念大運動会を開催。

## 交通アクセス
最寄りのバス停留所
- 九州産交バス・日田バス「田の原」停留所

最寄りの幹線道路
- 国道442号
- 熊本県道317号満願寺黒川線

## 周辺
- 田の原温泉
- 黒川温泉
- 小田温泉